# Hippopus
Genre
Synonymes
- Cerceis Gistel, 1848[1]

Hippopus est un genre de mollusques bivalves de la famille des Cardiidae, constituant le genre-frère de celui des bénitiers (avec lequel il forme la sous-famille des Tridacninae). 

## Liste d'espèces
Selon World Register of Marine Species (20 octobre 2019) :
- Hippopus hippopus (Linnaeus, 1758) -- Indo-Pacifique tropical (essentiellement central)
- Hippopus porcellanus Rosewater, 1982 -- Philippines, Sulawesi, archipel des Moluques

## Galerie

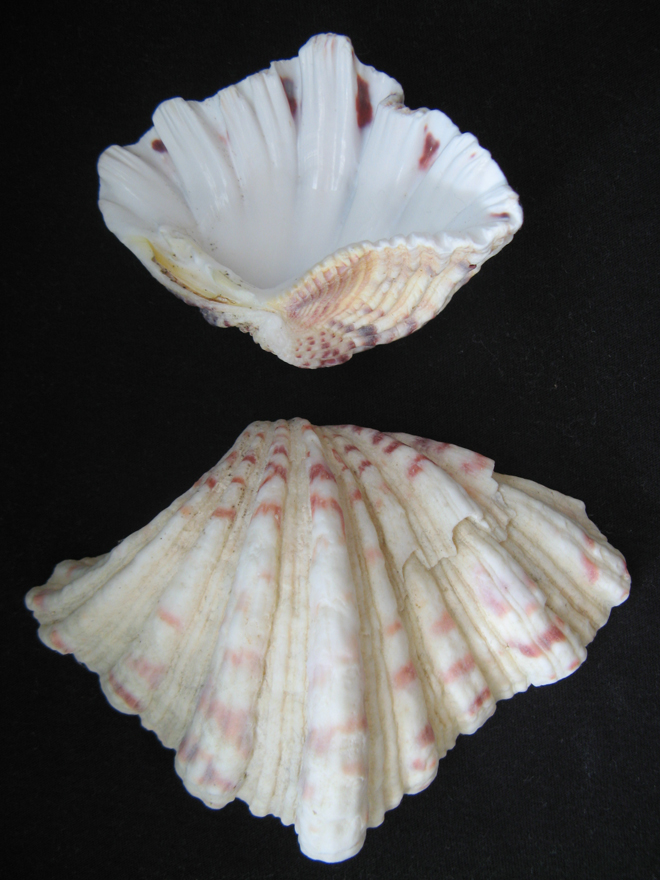
Coquilles d'Hippopus hippopus.
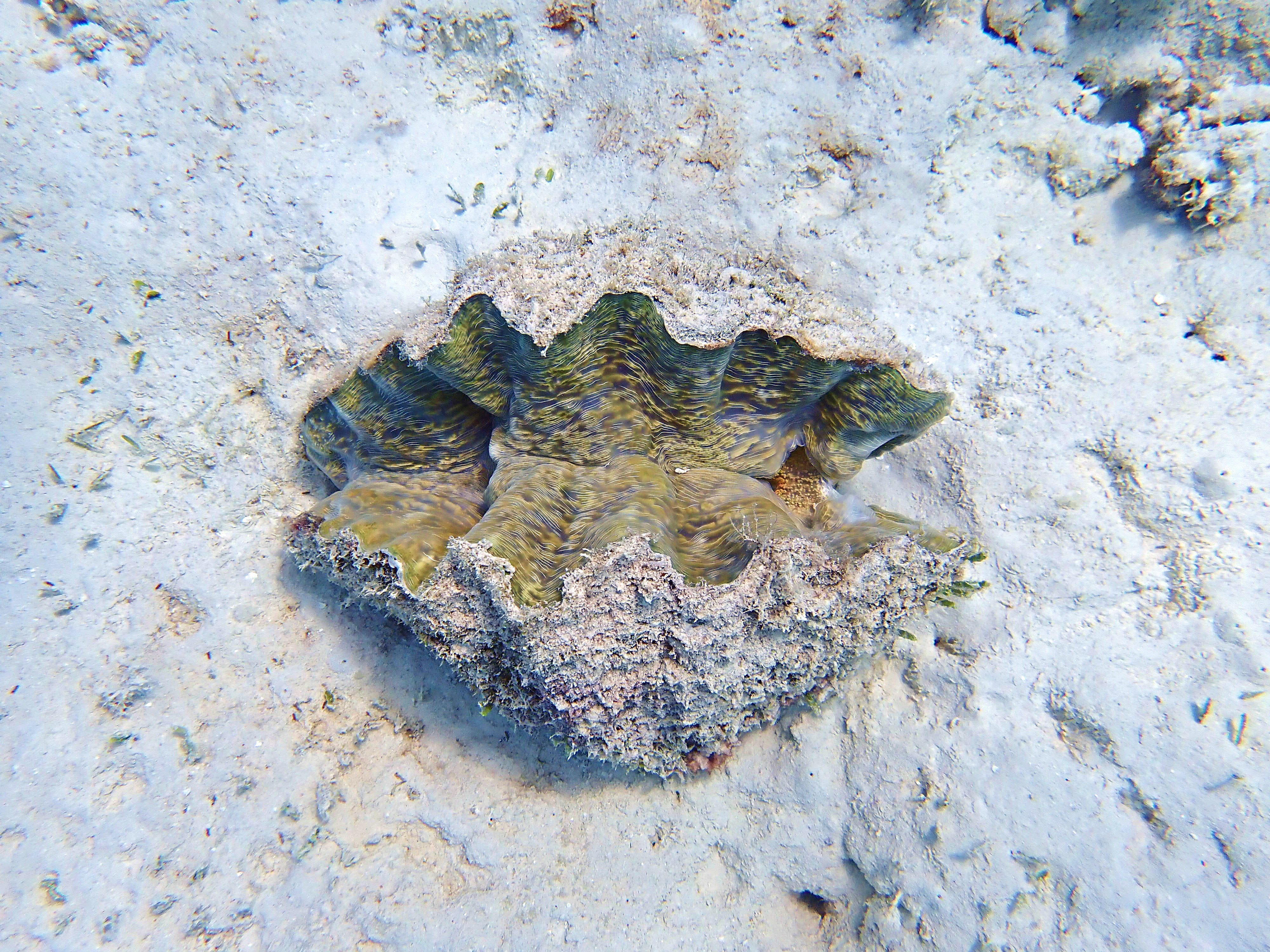
Hippopus hippopus vivant, vu du dessus.

## Publication originale
- Lamarck, J.B.M. (1799) : « Prodrome d'une nouvelle classification des coquilles, comprenant une rédaction appropriée des caractères génériques, et l'établissement d'un grand nombre de genres nouveaux ». Mémoires de la Société d'Histoire Naturelle de Paris, vol. 1, p. 63-91.